# Tamme knoop
In de knopentheorie, een deelgebied van de topologie, is een tamme knoop een knoop die kan worden "verdikt", dat is, als er een  uitbreiding op een inbedding van de vaste torus {\displaystyle S^{1}\times D^{2}} in de bol bestaat. Een knoop is tam dan en slechts dan als de knoop kan worden weggegeven als een eindige gesloten veelhoekige keten.
In de knopentheorie en de 3-variëteiten theorie, wordt het bijvoeglijk naamwoord "tam" vaak weggelaten. Gladde knopen zijn bijvoorbeeld altijd tam.

## Wilde knoop

Een wilde knoop.

Een knoop die niet tam is, wordt een wilde knoop genoemd. Wilde knopen kunnen pathologisch, d.w.z. atypisch slecht en contra-intuïtief, gedrag vertonen. 